# Glazeley
Glazeley est une paroisse civile et un hameau du Shropshire, en Angleterre.